# Gnophomyia stenophallus
Gnophomyia stenophallus är en tvåvingeart som beskrevs av Alexander 1941. Gnophomyia stenophallus ingår i släktet Gnophomyia och familjen småharkrankar.
Artens utbredningsområde är Venezuela. Inga underarter finns listade i Catalogue of Life.